# Shen Quanqi
Shen Quanqi (Chinees: 沈佺期; circa 650 – 729), ook bekend als Yunqing (Chinees: 雲卿), was een Chinese dichter en overheidsambtenaar tijdens de Tang-dynastie en tijdens de tussentijdse gerestaureerde Zhou-dynastie van Wu Zetian.
Shen Quanqi is vooral bekend om zijn werk in ontwikkeling en perfectionering van de klassieke Chinese poëzie. Shen's poëzie gaat van de elegante hofstijl en de intens beklemmende poëzie die hij schreef gedurende zijn verbanning, in het uiterste zuiden van het rijk.

## Leven
Shen Quanqi werd geboren in provincie Xiangzhou, de huidige provincie Henan.
In 675 verkreeg Shen Quanqi de graad van magistraat. Hij diende op verschillende posities als regeringsambtenaar aan het keizerlijke hof. Hij werd benoemd door Zhang Yizi. Maar de Wu Zhou-dynastie werd omvergeworpen en Zhang Yizi geëxecuteerd. Shen Quanqi werd gearresteerd en gevangen gezet op beschuldiging van omkoping en corruptie. Toen hij werd vrijgelaten werd hij verbannen naar Huanzhou in Annan of nu Vinh in Vietnam. In 706 werd hem gratie verleend en werd hij gevraagd zijn taken aan het keizerlijke hof te hervatten. Daar werkte hij zich op tot keizerlijke boekhouder en hoofdsecretaris.

## Werken
Tezamen met de dichter Song Zhiwen heeft hij een belangrijke bijdrage geleverd aan de Jintishi-stijl of ook wel Nieuwe Stijl Poëzie genoemd  Beiden werden het “Shen Song-paar (沈宋)” genoemd.
De gedichten die hij schreef tijdens zijn gedwongen verblijf in Annan/Viet Nam behoren tot de eerste literatuur van dat land.
- CiNii: DA13326430
- Gemeinsame Normdatei: 124524761
- International Standard Name Identifier: 0000 0000 6324 0694
- Library of Congress Control Number: n88118452
- Bibliotheek van het Japanse parlement: 00625547
- Nationale bibliotheek van Australië: 36658453
- Nederlandse Thesaurus van Auteursnamen: 146229282
- Virtual International Authority File: 62483915
- WorldCat: E39PBJmXGgRWkYhDcxTTRRfQbd